# Угоди Тіто-Шубашича
Угоди Тіто—Шубашича (сербохорв. sporazumi Tito-Šubašić) — угоди, укладені між головою Національного комітету визволення Югославії (НКВЮ) Йосипом Тіто та прем'єр-міністром югославського уряду в еміграції Іваном Шубашичем у проміжку з червня 1944 року по березень 1945 року після важких перемовин, тиску та боротьби з тиском. Привели до створення коаліційного югославського уряду та Регентської ради в Белграді, проте сформований уряд виявився недовговічним, а сам Шубашич у кінцевому підсумку став жертвою нової влади, коли через сім місяців, бувши на посаді міністра закордонних справ, подав у відставку, звинувативши Тіто в утвердженні диктатури.

## Історія

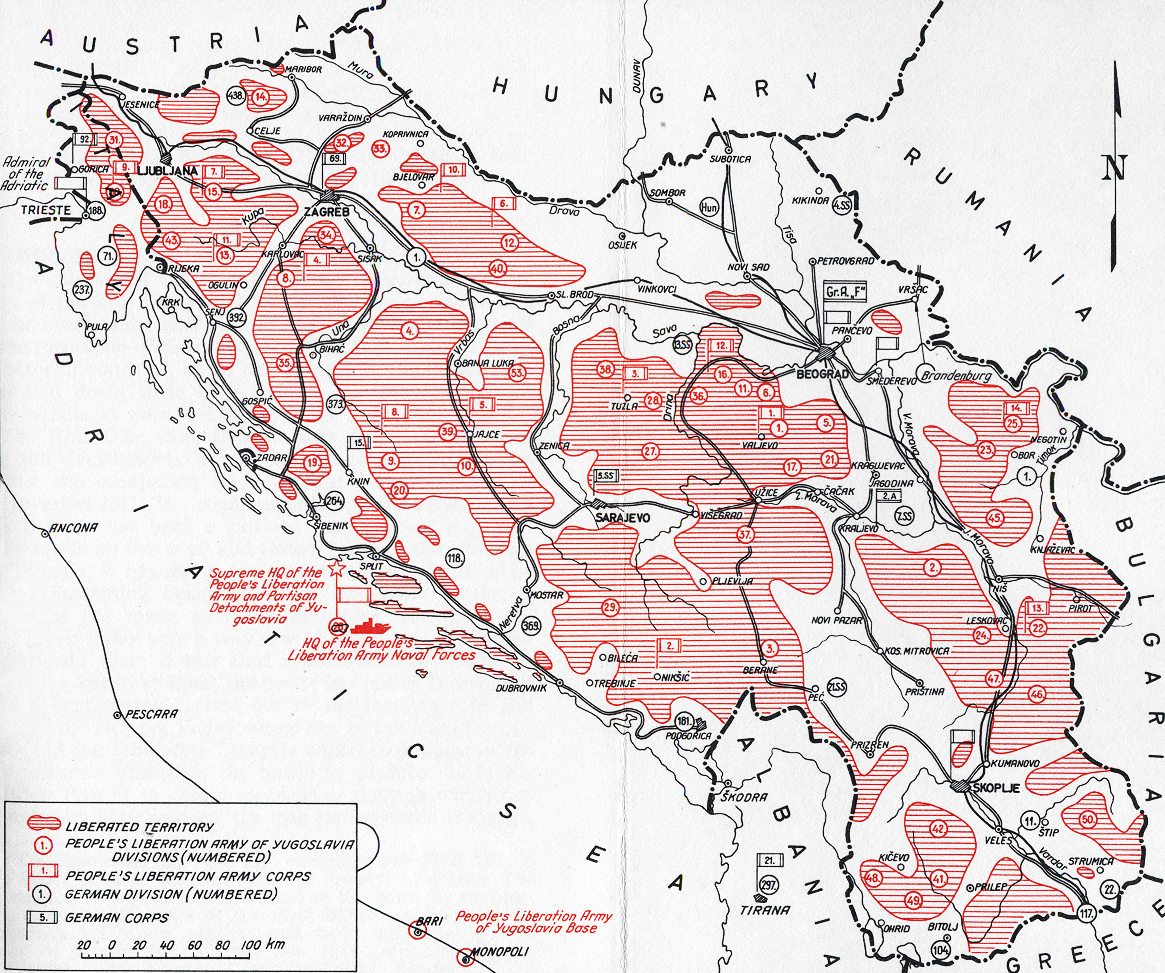
Становище на Югославському фронті у вересні 1944

Політична обстановка, яка склалася на початок 1944 року, засвідчила, що цілковитого порозуміння між королем Петром ІІ і провідником комуністичного руху Опору Йосипом Броз Тіто не досягнути. Головною перепоною стали істотні ідеологічні розбіжності та небажання голови НКВЮ дозволити повернення югославського короля на батьківщину. За цих умов, на думку офіційного Лондона, оптимальним виходом із ситуації був би розпуск поточного уряду і призначення нового прем'єра, який би зміг налагодити зв'язки з партизанами.
Найбільш компромісною постаттю здавався колишній бан Хорватії Іван Шубашич, який із 1941 року перебував у США.
Після неабияких вагань та дискусій Петро ІІ погодився викликати Шубашича в Лондон. Той, прибувши 9 травня в столицю Великої Британії, виклав перед королем свої думки про необхідність утворити невеликий уряд неполітичного характеру. Король цю пораду сприйняв і 1 червня 1944 р. призначив Шубашича прем'єр-міністром, який таким чином став першим в історії Королівства Югославії керівником уряду несербської національності.  
Прем'єр-міністр Сполученого Королівства Вінстон Черчилль сповістив Йосипа Тіто про відставку уряду ще до його офіційного розпуску, а саме 17 травня 1944 року. 10 червня Шубашич і Петро ІІ виїхали з Лондона. Британські урядовці вирішили, що королю слід залишатися на Мальті, доки Шубашич і британський посол Стівенсон, вирушивши звідти на острів Вис в Адріатичному морі, зустрічатимуться з Тіто з метою досягнення угоди про об'єднання всіх антифашистських сил Югославії. Офіційний Лондон надіявся, що згодом дружня зустріч може відбутися і між Петром ІІ та Тіто. 16 червня югославський прем'єр і голова НКВЮ зустрілися на острові Вис, уклавши першу угоду, ключовими в якій були три засади: невключення до королівського уряду елементів, ворожих руху національного визволення; визнання королівським урядом резолюції Антифашистського віча народного визволення Югославії (АВНВЮ), ухваленої в Яйці 29 листопада 1943 про розбудову після війни нової демократичної, федеративної держави югославських народів під керівництвом комуністичної партії; необхідність звернення короля до народу Югославії з закликом підтримувати партизанів і прагнення до якнайшвидшого формування спільного уряду. В угоді також говорилося, що НКВЮ не розцінюватиме питання про монархію як перепону на шляху співробітництва між комітетом і королівським урядом, позаяк ті дійшли згоди, що народи Югославії розв'яжуть питання державного устрою після війни.

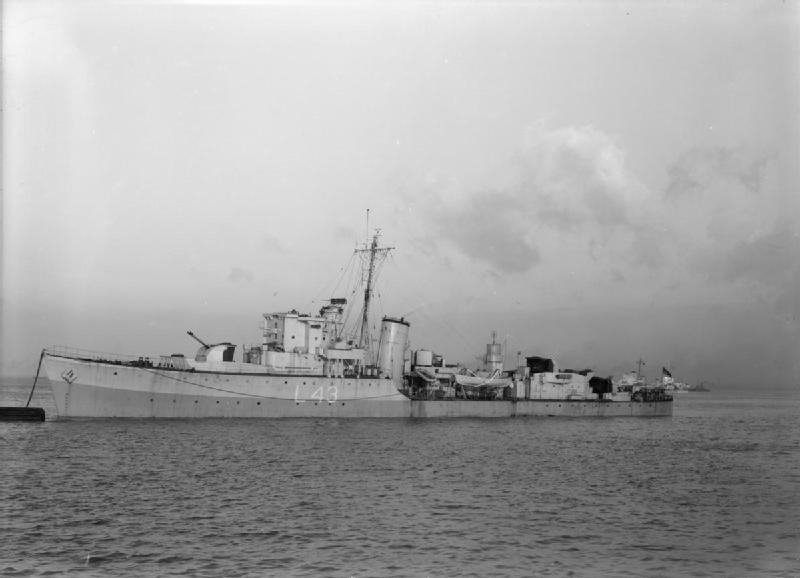
Корабель ВМС Великої Британії HMS Blackmore, що доправив Тіто на острів Вис для зустрічі з Шубашичем.

Шубашич і Броз Тіто також обмінялися усними запевненнями. Тіто наголосив, що не збирається вводити «деморалізуючу комуністичну систему» або нав'язувати стратегічну лінію компартії. Це він повторив протягом візиту до нього посла Стівенсона. Сторони зійшлися на тому, що Тіто буде головнокомандувачем усіх югославських військ, а вояки, які боролися з окупантами під проводом компартії, зможуть на власний розсуд носити югославські кокарди замість червоних зірок. Югославський прем'єр мусив без жодних додаткових перемовин включити до складу королівського уряду двох представників партизанського визвольного руху: словенця Драга Марусича і серба Сретена Вукосавлєвича. Крім того, Тіто мав відрядити одного члена АВНВЮ як зв'язкового офіцера до уряду. Далі він повинен був прислати делегатів до різних міжнародних комісій, у яких була представлена Югославія.
Всі ці домовленості в Лондоні сприйняли з деяким скептицизмом. 3 серпня новий голова югославського уряду Іван Шубачич склав записку до міністра закордонних справ Великої Британії Ентоні Ідена, де зазначив, що на них ляже велика відповідальність після війни, коли вся зброя, яка поставляється в Югославію, потрапить у розпорядження Тіто, після чого, можливо, буде використана задля підкорення країни. На це Іден відписав, що Форін-офіс не потребує нагадувань про таку небезпеку.
Ця угода була неабияк важливою і вигідною для Тіто, який постарався максимально скористатися тим фактом, що в той момент за ним стояла влада короля, а той попри дворічну партизанську контрпропаганду, все ще мав добру славу серед сербів. Через це АВНВЮ вдалося до тиску на короля за посередництва прем'єра Шубашича з метою присилувати монарха виступити на підтримку Тіто та оголосити відмову від Дражі Михайловича. Цього голова НКВЮ домігся у вересні 1944 р., оскільки 12 вересня король у радіозверненні з Лондона закликав усіх сербів, хорватів і словенців згуртуватися навколо Народно-визвольної армії під командуванням маршала Тіто.
12–13 серпня 1944 р. Вінстон Черчилль зустрівся з югославським прем'єром і головою НКВЮ в Казерті у контексті висловленої підозри з британського боку, що Тіто використовував одержані поставки зброї та боєприпасів проти своїх земляків. Своєю чергою голова НКВЮ з огляду на те, що кілька американських офіцерів досі залишалися в штабі Михайловича, пожалівся, що союзники так і не припинили постачати зброю четникам, яку ті застосовують у боротьбі з партизанами. Лондон же найголовнішу мету зустрічі в Казерті вбачав у забезпеченні якнайшвидшого створення об'єднаного югославського уряду.
Обидва югославські лідери погодилися, що всі військово-морські сили Югославії будуть відтоді вести боротьбу як єдине ціле під спільним прапором. Було вирішено одночасно оприлюднити декларації, покликані стишити внутрішню боротьбу і тим самим зміцнити югославські збройні сили. З Казерти вони вирушили на острів Вис, щоб продовжити переговори. Черчилль у листі до Сталіна зауважив, що ця угода між югославським прем'єр-міністром і головою НКВЮ уможливить британцям наростити поставки військових матеріалів збройним силам Югославії.
У вересні 1944 р. Тіто зник з острова Вис без попередження. Ця подія приголомшила британське керівництво. 20 листопада Черчилль повідомив телеграфом британському генералові Вілсону, що його впевненість у Тіто «знищила його втеча з Вису з усіма наявними в його від'їзді обставинами». Донесення про репресії партизанів, коли ті ввійшли в Дубровник (різанина на острові Дакса) та інші міста, теж додали зневіри. Одначе для Лондона створення об'єднаного югославського уряду залишалося найвищим пріоритетом. Уже у вересні Черчилль збагнув, що можливість повернути короля Петра ІІ на батьківщину за погодженням з Тіто було згаяно в 1943 році. Тепер Великій Британії залишалося тільки діяти у зв'язці з Москвою. 
9—19 жовтня 1944 р. у Москві відбувалася конференція, у якій взяли участь Черчилльта Іден. 9 жовтня британський прем'єр-міністр запропонував поділ Балкан між Великою Британією та СРСР, який Сталін прийняв. Югославію поділили у співвідношенні «50 на 50», що вказувало на спільну політику офіційних Лондона та Москви. Невдовзі після цієї конференції югославський прем'єр одержав запрошення від Тіто завітати до Белграда для подальших перемовин стосовно формування спільного уряду. Запрошення супроводжувала телеграма від Ідена і Молотова. У ході важких переговорів, упродовж яких Шубашич їздив із Белграда у Москву і назад у Белград та в Лондон, першорядну увагу звертали на Тіто, якому належало стати на чолі новоутвореного уряду, бо інакше, як наголосив керманич югославських комуністів, угода не була б цікавою для його руху. Нові обставини виникли в жовтні 1944 р. з визволенням Белграда загонами Народно-визвольної армії Югославії, що поклало край партизанській фазі боротьби Тіто.
Остаточної угоди досягли в Белграді 1 листопада. Вона складалася з двох із половиною сторінок, на яких було викладено план об'єднання уряду. За цією угодою, король не мав права повернутися в Югославію до оприлюднення результатів плебісциту, а за погодженням із Тіто слід було призначити трьох регентів, які б керували у його відсутність, тобто задля уникнення можливої напруженості всередині країни король Петро ІІ не повинен був повертатися доти, поки населення не висловиться з цього питання, а на час відсутності короля влада мала бути в руках Регентської ради. Регентами були обрані 90-літній колишній голова Сербської радикальної партії Арса Станоєвич, словенець Душан Сернец і хорват Анте Мандич. Вони не відігравали ніякої самостійної ролі та були просто маріонетками. До кабінету повинні були увійти 6 членів уряду Шубашича та 12 членів НКВЮ. Називали 28 міністерств. Це означало, що деякі міністри мусили поєднати два портфелі. Угода закінчувалася заявою, що новий уряд оприлюднить декларацію, де міститимуться засади нового правління, які мали бути федеративними й демократичними, де жодна національність не мала би переваги над іншою. Угоду підписали Іван Шубашич та Йосип Броз Тіто, однак для її реалізації вимагалося погодження і схвалення короля Петра ІІ.
Після повернення в Лондон Шубашичу довелося відбиватися як від аргументів Петра ІІ, який обвинуватив його у перевищенні своїх повноважень під час досягнення угоди про регентство, так і від тих критиків, які твердили, що він виявляв надмірну «м'якість» у переговорах. Виправдовуючись, Шубашич заявляв, що, стоячи на засадах монархії, він мусив зважати на реальну ситуацію в Югославії. Король наполягав, що регентів мав призначати він і ті повинні нести відповідальність особисто перед королем. Черчилль відреагував на це твердженням, що конституційний монарх у справі призначення регентів має дослухатися порад свого уряду і в тому числі прем'єра Шубашича. У Лондоні цю угоду сприйняли як доволі вигідну для Югославії, а отже докладали всіх зусиль, щоб її було реалізовано.
17 листопада відбулася зустріч Петра ІІ та Черчилля. Король не згоджувався підписувати угоду, заявивши, що це тільки спосіб дістати визнання від Великої Британії та США. Черчилль зауважив Петру ІІ, що угода — це поступка Тіто і що сьогодні при владі саме він. Протягом розмови король дорікнув британському прем'єрові: «Я додержувався Ваших порад, пане прем'єр-міністре, останні два роки і подивіться, де я зараз», на що почув у відповідь: «Чи жили б Ви краще, Ваша Величносте, якби слухалися Михайловича?»
10 грудня Шубашич повернувся в Лондон із Белграда, де 7 грудня підписав із Тіто три додаткові угоди, однією з яких було комюніке, друга під назвою «Вибори до Конституційної асамблеї та організація громадянської влади» передбачала вибори до конституційної асамблеї через 3 місяці після остаточного визволення Югославії. Згідно з нею, правити країною мав АВНВЮ, доки не буде скликано Асамблею та утворено новий уряд, а в третій угоді «Власність Його величності короля і Регентська рада» йшлося про те, що регенти охоронятимуть королівське майно та управлятимуть ним на час відсутності Петра ІІ, який може вільно спілкуватися з регентами, а коли регент помре чи піде у відставку, король вибере іншого з числа тих, кого запропонує уряд.

## Наслідки
11 грудня Шубашич зустрівся із Петром ІІ та ознайомив його з текстами підписаних документів. Король прийняв усі пункти, крім положення
щодо Регентської ради. Потім Петро ІІ зробив два застереження до угоди у вигляді проєкту: про те, що він не може конституційно наділяти АВНВЮ законодавчою владою, поки проводяться вибори, бо у противному разі у виборах зможе взяти участь лише АВНВЮ. Щойно король озвучив ці застереження, преса вже у визволеній від нацистів Югославії та Вільне югославське радіо обрушили на Петра ІІ шквал обвинувачень. По югославських містах прокотилися мітинги, де люди вигукували «Геть короля Петра!». Коли Черчилль схилив короля попри його незгоду до прийняття угоди Тіто–Шубашича, партизанські спонтанні демонстрації пішли на спад. Долю монархії вже було вирішено.
Наприкінці грудня 1944 р. Шубашич застеріг Петра ІІ, що коли той відмовиться підписати угоду, то він назавжди позбудеться змоги стати королем. Принагідно прем'єр зазначив, що в разі його відмови підписатися під угодою новий уряд усе одно буде утворено. Розгніваний король хотів негайно відкликати Шубашича за перевищення службових повноважень, а надто за заплановану поїздку у Москву для консультації зі Сталіним. Та Черчилль переконав короля не робити нічого до його повернення, сказавши, що попрохає Сталіна не укладати ніяких угод із Шубашичем, доки не буде надано доповідей королю і до вивчення договору. Після довгих роздумів король 11 січня 1945 р. підписав комюніке, де оголосив своє заперечення угоди. За версією дослідників, таке рішення він ухвалив, вочевидь, за порадою своєї тещі грецької принцеси Аспасії, без консультацій із Шубашичем, Черчиллем чи Іденом. Ця заява короля Югославії викликала істотний резонанс серед британського політикуму. Того самого дня Черчилль написав Сталіну, що ту заяву було зроблено без консультацій із ними і навіть усупереч їхній пораді. Крім того, Черчилль запропонував Сталінові, попри позицію короля, ввести в дію угоду Тіто–Шубашича, аргументуючи тим, що той виступає як конституційний монарх і його заяву не можна вважати за державний акт. Петро ІІ не заперечував проти регентства як такого, а був тільки проти форми, в якій його подавали. 18 січня 1945 р. Черчилль повідомив у Палаті громад, що король відхилив угоду між Шубашичем і Тіто та запропоноване регентство. Югославський прем'єр пробував переконати короля прийняти угоду, але Петро ІІ відмагався від його порад. 21 січня Черчилль доручив послу Стівенсону доповісти королеві, що якщо той не прийме угоди в найближчі 48 годин, Британія попросить Шубашича та його уряд вирушити у Белград і встановити регентство. Однак Петро ІІ так і не прийняв британського посла, а в ніч проти 23 січня відправив уряд Шубашича у відставку.
Черчилль відгукнувся на розпуск уряду листом до Сталіна, де писав, що уряд Її величності подбає в будь-якому разі про реалізацію угоди Тіто–Шубашича. 15 лютого 1945 р. Шубашич із новими міністрами виїхали з Лондона в Белград, а на початку березня, після складних перемовин, прем'єр-міністр узгодив із Тіто склад Регентської ради та об'єднаного югославського уряду. Король під потужним британським тиском вимушено погодився з цим. Монарху довели до відома, що в разі продовження протидії реалізації угоди, він буде змушений полишити країну. 4 березня 1945 р. Регентська рада склала присягу, а 7 березня у Белграді було сформовано Тимчасовий уряд Демократичної Федеративної Югославії під головуванням Тіто, ключові пости в якому (міністра юстиції, фінансів, внутрішніх справ, промисловості, торгівлі) посіли члени КПЮ. Шубашичу дісталося міністерство закордонних справ, Шутей став міністром без портфеля, голову Республіканської партії Яшу Продановича призначили міністром Сербії, а керівник Демократичної партії Мілан Грол дістав портфель віцепрем'єра. 14 березня 1945 р. британське посольство в Белграді поновило свою роботу.
На початку травня 1945 р. Петро ІІ написав до Черчилля, наводячи приклади відвертого недотримання угоди Тіто–Шубашича, схваленої Великою трійкою (Сталіним, Черчиллем і Рузвельтом): досі несформований югославський парламент, продовження діяльності АВНВЮ, не відновлено жодних демократичних прав, досі в югославській пресі можна висловлювати лише думку маршала Тіто, допускається тільки один політичний рух, на виборах можна обирати лише з кандидатів від Народно-визвольного руху Тіто тощо. Проте Черчилль був непохитним. Тому 8 серпня 1945 р. Петро ІІ виголосив відозву, в якій відмовився від угоди Тіто–Шубашича. Також король оголосив, що регенти більше не можуть його представляти. Правління Петра ІІ закінчилося невдачею. Югославія зберегла єдність і стала федерацією народів, але вже за нового правителя Йосипа Броз Тіто. Петро ІІ у своїй останній декларації від 6 вересня 1945 р. висловив віру в Югославію, засновану на засадах справжньої демократичної свободи, соціальної справедливості та повної рівності всіх народів.